# Thomas Molnar
Thomas Molnar (ur. 26 lipca 1921 w Budapeszcie, zm. 20 lipca 2010 w Richmond, Wirginia) – katolicki filozof i historyk, tradycjonalista.
Na Uniwersytecie w Brukseli otrzymał stopień doktora filozofii, a na Uniwersytecie Colombia w Nowym Jorku uzyskał doktorat z historii. 
Jest autorem ponad czterdziestu książek francusko- i angielskojęzycznych o tematyce religijnej, politycznej i naukowej. Wyemigrował do USA, gdzie wykładał na Uniwersytecie w Nowym Jorku.
Poślubił Ildiko, miał syna Erica. Zmarł w wieku niespełna 89 lat w Richmond w stanie Wirginia.

## Publikacje
- Bernanos: his political thought and prophecy. 1960.
- The decline of the intellectual. 1961.
- The future of education. Foreword by Russell Kirk. 1961.
- The two faces of American foreign policy. 1962.
- Africa; a political travelogue, by Thomas Molnar. 1965.
- L'Afrique du Sud. 1966.
- South West Africa; the last pioneer country. 1966.
- Spotlight on South West Africa. 1966.
- Utopia, the perennial heresy. 1967.
- Ecumenism or new reformation? 1968.
- Sartre: ideologue of our time. 1968.
- The counter-revolution. 1969.
- La gauche vue d'en face. 1970.
- The American dilemma, a consideration of United States leadership in world. 1971.
- Nationalism in the space age; five lectures given by Thomas Molnar.1971.
- God and the knowledge of reality. 1973.
- L'Animal politique : essai. 1974.
- Authority and its enemies.1976.
- Le socialisme sans visage : l'avènement du tiers modèle. 1976.
- Dialogues and ideologues.1977.
- Christian humanism : a critique of the secular city and its ideology. 1978.
- Le modèle dèfigurè : l'Amèrique de Tocqueville á Carter. 1978.
- Politics and the state : the Catholic view. 1980.
- Theists and atheists : a typology of non-belief. 1980.
- Le Dieu immanent : la grande tentation de la pensée allemande. 1982.
- Tiers-Monde : idéologie, réalité. 1982.
- L'éclipse du sacré : discours et réponses. 1986. avec Alain de Benoist
- The pagan temptation. 1987.
- Twin powers : politics and the sacred. 1988.
- The Church, pilgrim of centuries. 1990.
- L'Europe entre parenthéses. 1990.
- Philosophical grounds. 1991.
- The emerging Atlantic culture. 1994.
- Archetypes of thought. 1996.
- Filozófusok istene. 1996.
- Return to philosophy. 1996.
- A Magyar Szent Korona és a szentkorona-tan az ezredfordulón (edited by Tóth Zoltán József)
- Századvégi mérleg : válogatott írások. 1999.
- A pogány kísértés. 2000.
- Igazság és történelem 2000.
- Bennünk lakik-e az Isten? 2002.
- Válogatás a Magyar Nemzetnek és az asztalfióknak írt publicisztikákból. 2002.
- A beszélő Isten. 2003.
- A jobb és a bal : tanulmányok. 2004.